# Varronia leucocephala
Varronia leucocephala är en strävbladig växtart som först beskrevs av Stefano Moricand, och fick sitt nu gällande namn av J.S.Mill. Varronia leucocephala ingår i släktet Varronia och familjen strävbladiga växter. Inga underarter finns listade i Catalogue of Life.